# Wittenbergen
Wittenbergen, en baix alemany Wittenbargen, és un municipi de l'amt de Breitenburg al districte de Steinburg a Slesvig-Holstein a Alemanya. El 30 de juny de 2014 tenia 161 habitants sobre una superfície de 4,59 km². El poble es troba al maresme de Breitenburg, al marge esquerre de l'Stör, que hi queda sotmès a la marea. Dos rius, el Bramau i el Hörner Au s'hi barregen amb l'Stör.
La principal activitat des de sempre ha estat l'agricultura i els serveis connexos. El molí Kaisermühle és la major empresa industrial. Antigament utilitzava un port a l'Stör que avui només s'utilitza per a la navegació esportiva i de turisme. El sender internacional per a vianants lents Mönchsweg (camí dels monjos) creua el municipi.